# Elatostema drepanophyllum
Elatostema drepanophyllum är en nässelväxtart som beskrevs av H. Schröter. Elatostema drepanophyllum ingår i släktet Elatostema och familjen nässelväxter. Inga underarter finns listade i Catalogue of Life.